# Danijel Anđelković
Danijel Anđelković (serbisch-kyrillisch Данијел Анђелковић; * 28. August 1978 in Belgrad) ist ein ehemaliger serbischer Handballspieler. Mittlerweile ist er als Handballtrainer tätig.
Anđelković, der zuletzt für den französischen Verein Fenix Toulouse Handball spielte und für die serbische Nationalmannschaft auflief, wurde meist auf der Rückraum Mitte eingesetzt.
Danijel Andjelković unterschrieb seinen ersten Profivertrag beim RK Roter Stern Belgrad. Mit den Hauptstädtern wurde er mehrmals Meister und Pokalsieger und stieg zum Nationalspieler auf. 2001 wechselte er zum Ligakonkurrenten RK Sintelon. Nach 2 Jahren heuerte er erstmals im Ausland beim schwedischen Spitzenteam IK Sävehof an. Dort gewann er 2004 die schwedische Meisterschaft und zog gleich weiter in die ungarische Liga zum SC Pick Szeged. Dort gewann er 2006 den ungarischen Pokal und 2007 die Meisterschaft. Im Sommer 2010 schloss er sich dem französischen Verein Fenix Toulouse Handball an. Im Sommer 2015 übernahm er zusätzlich das Co-Traineramt bei Fenix Toulouse. Zur Saison 2021/22 übernahm er den Trainerposten von Fenix Toulouse.
Danijel Anđelković bestritt über 100 Länderspiele für die Nationalmannschaft. Bei der Handball-Weltmeisterschaft der Herren 2001 gewann er mit Serbien-Montenegro die Bronzemedaille.